# El matí de Josep Cuní
El matí de Josep Cuní, anomenat durant els primers mesos d'emissió Sense cadenes, fou un magazín radiofònic matinal presentat per Josep Cuní entre 1985 i 1995 emès a Catalunya Ràdio. El programa va guanyar un premi Ondas el 1990 i Premi Òmnium de Comunicació el 1988. El programa es realitzava de dilluns a divendres entre les 8 i les 12 i era líder d'audiència de la seva franja horària. Posteriorment, el programa va continuar a COM Ràdio (1995-2000) i Ona Catalana (2000-2003) amb el nom de El matí amb Josep Cuní.